# Stare Drawsko
Stare Drawsko (deutsch Alt Draheim) ist ein Dorf in der Woiwodschaft Westpommern in Polen. Es gehört zur Gmina Czaplinek (Gemeinde Tempelburg) im Powiat Drawski (Dramburger Kreis). 

## Geographische Lage
Das Dorf liegt in Hinterpommern etwa 100 Kilometer östlich von Stettin auf einer Landenge zwischen dem Drawsko (Dratzigsee) im Westen und dem Żerdno (auch Jezioro Srebrne, deutsch Sarebensee) im Osten. Durch den Ort führt in Nord-Süd-Richtung die Woiwodschaftsstraße 163, deren Verlauf der ehemaligen Reichsstraße 124 entspricht. An dieser Straße liegt etwa 5 Kilometer südlich die Stadt Czaplinek (Tempelburg), etwa 5 Kilometer nördlich das Dorf Kluczewo (Klaushagen). Am gegenüberliegenden, östlichen Ufer des Żerdno liegt das Dorf Nowe Drawsko (Neu Draheim).

## Geschichte

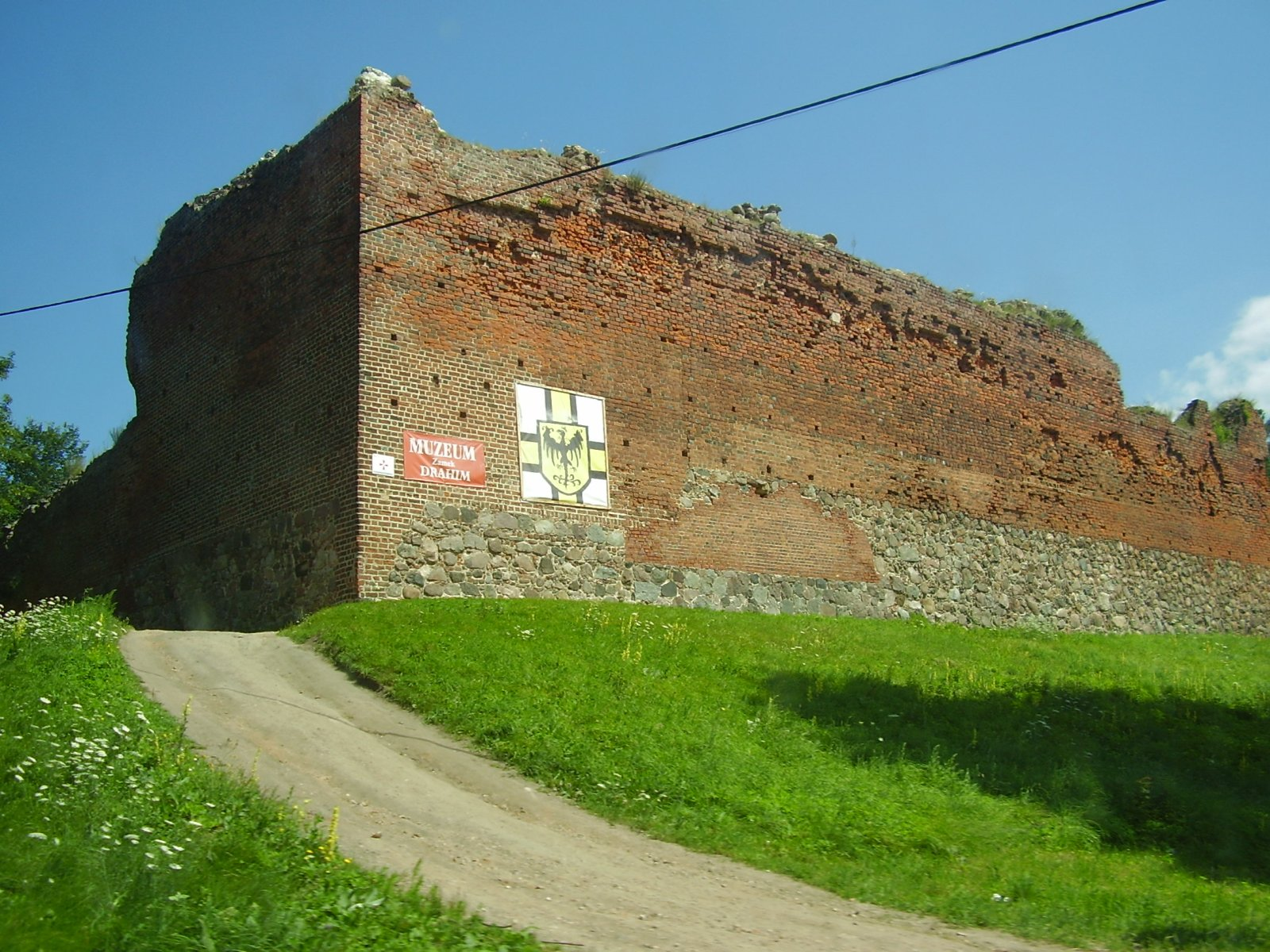
Ruine der Burg Draheim

Das Dorf geht auf die Burg Draheim zurück, die der Johanniter-Orden um 1355 errichtet hatte und die vom 15. Jahrhundert bis 1731 der Verwaltungsmittelpunkt der Starostei Draheim war. 
Der Beginn des Dorfes lässt sich aus Einnahmeverzeichnissen („Lustrationen“) der damals zum Königreich Polen gehörenden Starostei erschließen: In der Lustration von 1565 taucht das Dorf noch nicht auf. In der Lustration von 1628/1632 dann ist ein „Dörfchen beim Draheimer Schloss“ mit acht Kleinbauern („Gärtnern“) genannt.
Als Teil der Starostei Draheim kam das Dorf 1668 in den Pfandbesitz Brandenburg-Preußens und gehörte ab 1772 auch formell zum preußischen Staatsgebiet. 
In Ludwig Wilhelm Brüggemanns Ausführlicher Beschreibung des gegenwärtigen Zustandes des Königlich-Preußischen Herzogtums Vor- und Hinterpommern von 1784 ist das Dorf „Draheim“ mit 34 Haushaltungen („Feuerstellen“) genannt.
Im Rahmen der Verwaltungsneugliederung in Preußen wurde das Gebiet der früheren Starostei 1817 in den Kreis Neustettin innerhalb der Provinz Pommern eingegliedert, in dem das Dorf Alt Draheim bis 1945 eine Landgemeinde bildete. Zur Landgemeinde gehörten die Wohnplätze Adlig Draheim, Eichwerder, Kalkwerder, Karlsberg, Mittelbusch und Ziegelei (Stand 1939).

## Entwicklung der Einwohnerzahlen
- 1925: 240[3]
- 1933: 386[3]
- 1939: 367[3]

## Sehenswürdigkeiten
- Ruine der Burg Draheim

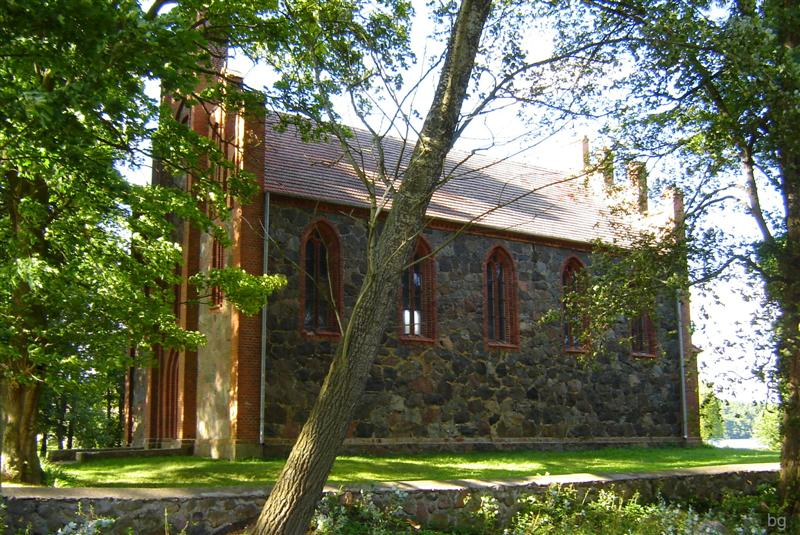
Kirche von 1861

- Kirche, erbaut 1861 als evangelisches Gotteshaus im neugotischen Stil. Sockel und Wände aus gespaltenen Findlingen, übrige Bauelemente aus Ziegelsteinen und Formsteinen.[4]